# Schismatoglottis kotoensis
Schismatoglottis kotoensis là một loài thực vật có hoa trong họ Ráy (Araceae). Loài này được (Hayata) T.C.Huang, J.L.Hsiao & H.Y.Yeh mô tả khoa học đầu tiên năm 2000.

## Hình ảnh

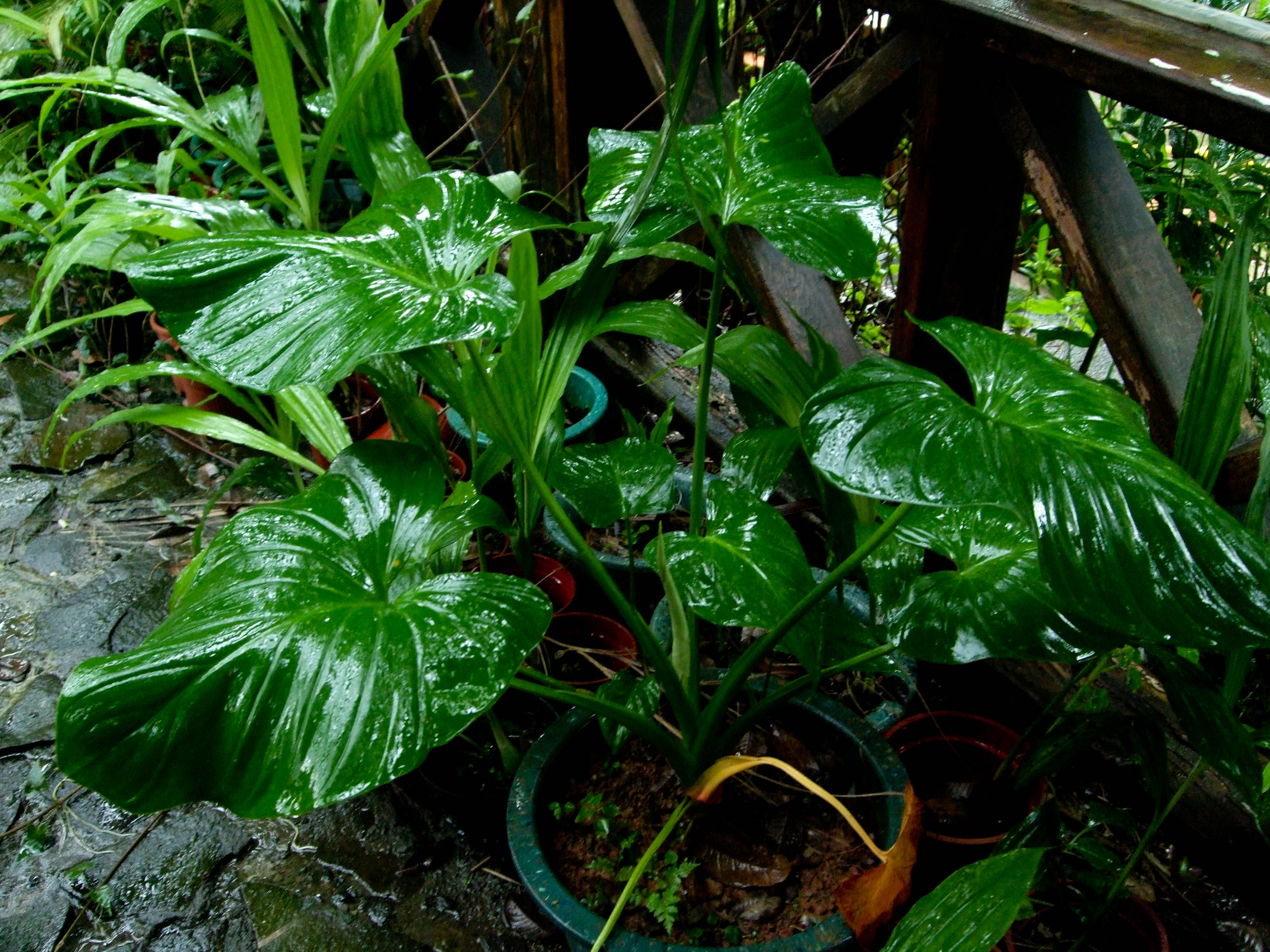